# Vadamadurai
Vadamadurai é uma panchayat (vila) no distrito de Dindigul, no estado indiano de Tamil Nadu.

## Geografia
Vadamadurai está localizada a 10° 28′ N, 78° 05′ L. Tem uma altitude média de 275 metros (902 pés).

## Demografia
Segundo o censo de 2001, Vadamadurai tinha uma população de 15,418 habitantes. Os indivíduos do sexo masculino constituem 50% da população e os do sexo feminino 50%. Vadamadurai tem uma taxa de literacia de 60%, superior à média nacional de 59.5%: a literacia no sexo masculino é de 70% e no sexo feminino é de 51%. Em Vadamadurai, 13% da população está abaixo dos 6 anos de idade.